# Комсомольский пруд (Липецк)
Комсомо́льский пруд — водохранилище в Липецке, образованное при устройстве в 1703 году плотины для нужд железоделательных заводов; плотина перегородила русло реки Липовки. Поэтому первоначально пруд назывался прудом Верхнего железоделательного завода, или Верхним прудом. В XIX-ом-и начале XX-го века на планах города официально именовался "Пруд Петра I". Расположен на противоположной от Нижнего парка стороне Петровского проезда. Устройство плотины было упомянуто в отчётах департамента горных и соляных дел как о технике «достойной внимания всякого гидравлика».

## Благоустройство

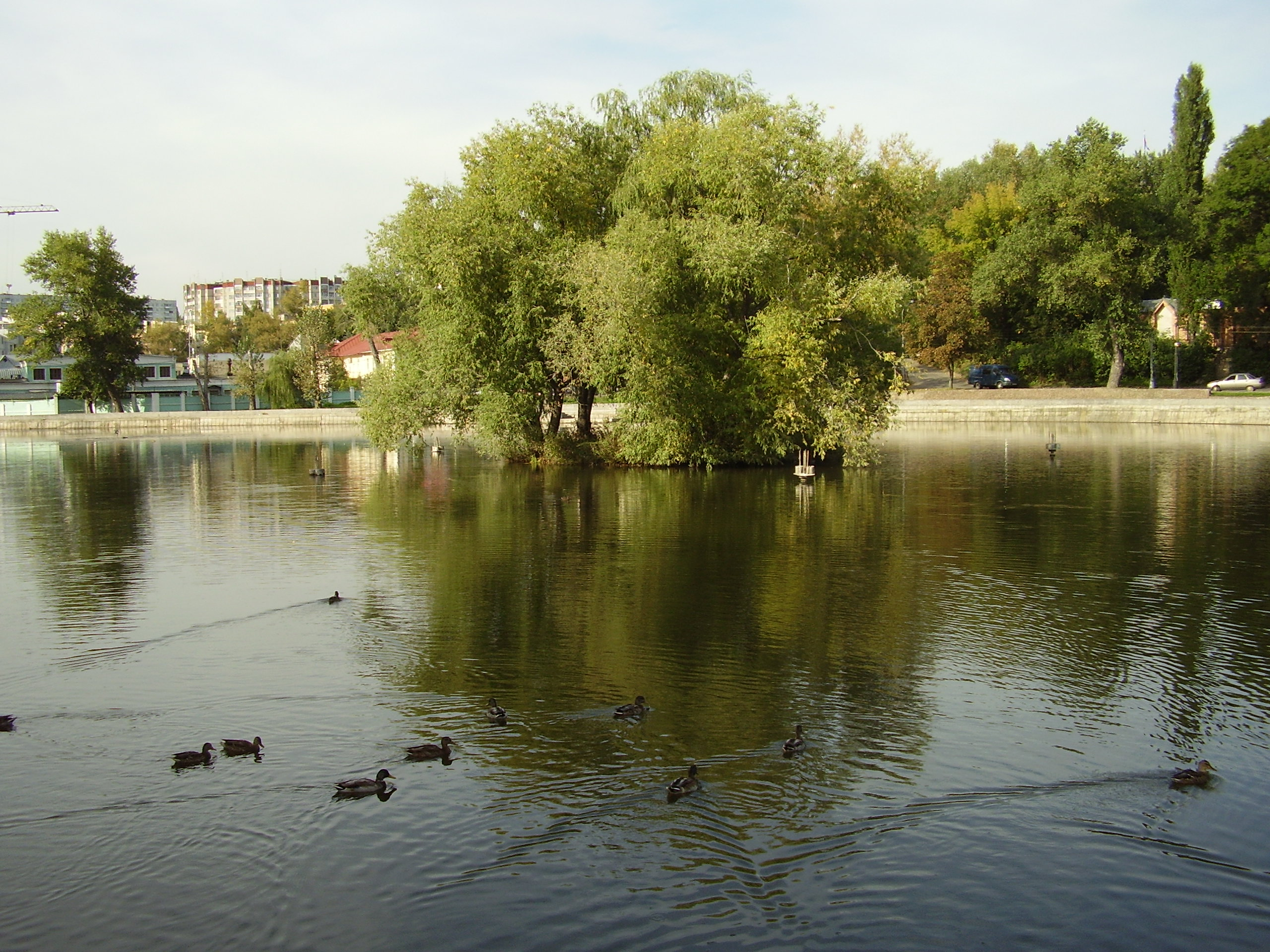
Комсомольский пруд в 2006 году

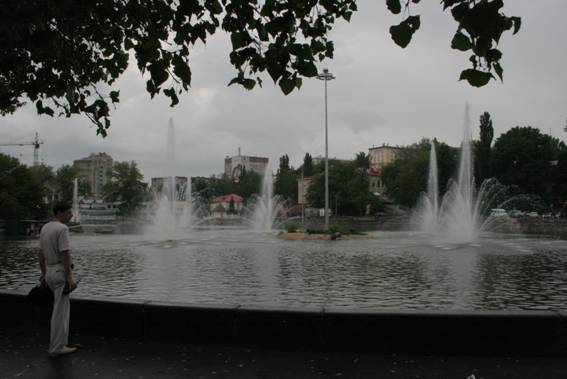
После реконструкции 2008 года

Первые попытки облагородить пруд относятся к концу XVIII века, когда Липецк получил известность как курорт с минеральной водой и грязями. Тем не менее, пруд просуществовал до начала XX века без изменений. В 1911 году по распоряжению городского головы М. А. Клюева была разобрана петровская плотина. Тогда же была выложена каменная обводка самого пруда и канавы до Первомайской улицы.
К 1950-м годам Верхний пруд оказался заброшенным и мелководным. Тогда же возникла идея его восстановить. Шефство взял горком комсомола, поэтому пруд переименовали в Комсомо́льский. Проект реконструкции выполнил архитектор М. В. Мордухович. На его берегах поставили типичные советские садовые скульптуры. Пруд открылся 7 ноября.

### Реконструкция в 1970-е годы
В 1970—1971 годах была проведена очередная реконструкция Комсомольского пруда. Стенки из бутовой кладки заменены на бетонные (на свайном основании), разобрана разрушенная балюстрада и снесены стоявшие уже без рук бетонные скульптуры.

### Пруд в начале XXI века
18 июля 2003 года на спуске к пруду со стороны Петровского проезда установили памятный знак в честь 300-летия Липецка. Это позолоченный корабль с тремя высоченными мачтами (ск. И. М. Мазур, Ю. Д. Гришко).
19 июля 2008 года завершилась капитальная реконструкция Комсомольского пруда. Реконструкция пруда началась в январе 2008 года. За это время со дна пруда было убрано около 3 метров ила. Заново построена система очистных сооружений, расположенных со стороны улицы Малые Ключи. Смонтированы новые затворы для регулирования уровня воды. Установлены новые мощные фонтаны. По дну водоема проложен трубопровод диаметром 1200 мм, через который пустили воду реки Липовки. Таким образом река Липовка стала изолирована от пруда, а сам пруд стал наполняться из реки Воронеж.
Плакучие ивы на островке в центре пруда снесены; на их месте поставили фонарь.
Сразу после заполнения водой труба, в которую была заключена река Липовка и которая проходила по дну пруда, всплыла и лопнула по швам. В итоге воду пришлось снова спускать, а трубу чинить.

## Интересные сведения
В истории пруда дважды происходили происшествия с техникой, участвующей в реконструкции. В 1950-е годы во время очистки дна единственный бульдозер провалился в зыбучий грунт. Отсутствие тяжёлой грузоподъемной техники долгое время не позволяло высвободить бульдозер из грязи.
В ходе работ 2008 года в грязь попал работающий на расчистке дна экскаватор. В ночь с 13 на 14 мая в Липецке прошёл сильный дождь, и стоящий на берегу экскаватор сполз на дно канала, где его засосало в ил. Со слов строителей, глубина ила в данном месте достигала 6 метров.
На некоторых картах неверно обозначено название пруда. Никакого решения о возвращении исторического имени — Верхний пруд — не принималось.